# Star 28 DA,M 30,M 31
Les Star modèle 28, Star modèle 30 et Star modèle 31 sont une série de pistolets. 

## Historique

### Les origines, modèle Star 28 DA 28 PK
Avec cette arme, les ingénieurs de la fabrique Star Bonifacio Echeverria S.A font évoluer les prochains modèles 28, 30, 31 sur un nouveau concept, tournant le dos au colt 1911 et à ses dérivés qui pendant 50 ans faisaient la renommée de cette prestigieuse firme.
Définitivement le calibre 9 mm parabellum prendra le pas sur l'ancien calibre officiel 9 mm largo. Les pistolets de cette génération seront tous à l'avenir sur un système à double action, et des sécurités multiples.
Tout d'abord la glissière est entourée par l'armature, le rapport longueur de culasse/longueur de guidage est excellent, identique à celui du Sig P210, 155 mm contre 90 mm sur le Colt 1911. Ceci aboutit à un meilleur ajustement sur sa longueur. Une réalisation soignée, des ajustages serrés, une qualité d'acier forgé plus le travail consciencieux des armuriers basques donneront naissance à une arme de grande précision, qui deviendra mythique pour les fonctionnaires espagnols qui eurent la chance d'être équipés de ces modèles.

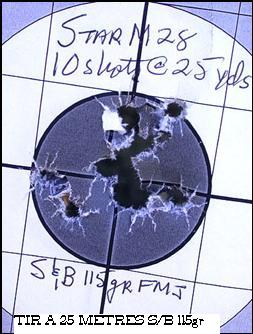
Précision de l'arme 25 mètres

La série des modèles 30&31 fut la plus prestigieuse, et son succès fut une des plus grandes réussites de la marque. Celle-ci ne souffrira jamais de la comparaison avec le Sig 210, tant la réalisation de cette arme fut des plus soignées pour une fabrication de grande série, et de plus elle jouissait d'un très bon potentiel de précision d'une double action et d'une puissance de feu supérieure à ce dernier.
L'arme sera pensée avant tout pour un usage militaire. Tout d'abord une double action dont souvent le chien se déclenchera sur une pression de 1 kg, une carcasse tout acier pour un chargeur double colonne, grande capacité. Le pistolet est pensé pour se démonter sans outil: aucune visserie, pas de ressort enchâssé dans des goupilles ou autres. Très peu de pièces le composent donc et les marchés militaires sont clairement visés dans l'aboutissement de ce pistolet de combat.
La platine amovible bien pensée du star 28 DA a de grande similitude avec celle du pistolet MAC 50, il comprend la gâchette et son ressort, le marteau, la bielle de percussion et son ressort, ainsi que l'éjecteur.
La culasse possède une sécurité ambidextre, des organes de visées réglables latéralement, un extracteur sur le côté droit, un indicateur de chargement ainsi que 3 sécurités de percuteur, chargeur et culasse.
Le modèle 28 a été développé pour répondre à des exigences des États-Unis pour un pistolet universel de service, c'est le Beretta qui fut retenu. Le pistolet Star ne laissa pas un grand souvenir lors de ces tests. La munition trop puissante pour ces tests, occasionna des problèmes de fonctionnements. Ceci ne l'empêcha pas d'être l'arme officielle des policiers du Pays basque espagnol.
Le principe de fonctionnement du Star est identique à celui du CZ 75. Le canon possède trois tenons de verrouillage contre deux pour le CZ et les modèles 31 sont munis d’un renflement conique à l'extrémité du canon pour améliorer la précision de l’arme. Le levier de sécurité placé sur la culasse fait office de levier de désarmement du chien.

### Les dérivés, modèles Star 30 M, Star 30 MK, Star 30 P, Star 28 PK, Star 30 PK
Directement dérivés du modèle Star 28, les pistolets 30 M, 30 MK, 30 P, 28 PK, 30 PK, 31M, suivront.
Le pistolet 30 M est identique au 28 DA. L'extracteur et la gâchette furent modifiés ce qui aura pour conséquence de permettre à l'arme d'encaisser les plus fortes charges, une réputation de solidité et de longévité naitra à la suite d'une expérience de 8 000 cartouches tirées sans rupture de pièces. 
Le pistolet Star 30 M sera règlementaire, adopté dans les forces armées espagnoles et certains corps de la guardia civil. À l'étranger, les forces de sécurité péruviennes l'adopteront.
Le M veut dire version militaire.
La police et l'aviation adopteront le modèle STAR 30 PK, un pistolet plus compact et carcasse aluminium, le canon ne comportera qu'un tenon.

### Pistolet hybride: le modèle Star 30P
Dans les années 1998, 1999, l'entreprise Star traversa une situation économique difficile. Elle avait un passif financier qui plombait ses comptes, elle décida de mettre sur le marché civil des carcasses de Star 30 P avec des culasses de Star 31 P. Le problème  c'est que ces montages furent souvent réalisés avec des éléments de pistolets qui ne passèrent pas le contrôle qualité. Finalement 20 000 pistolets nommés Star 30P furent réalisés. Ce fut une réalisation de médiocre qualité, qui se solda par un échec commercial.
(Source Iparguns)

### Le dernier modèle, Star 31
Réalisé en 1986 le Star 31 P est une amélioration du modèle 30 (voir ci-dessous), adopté par la guardia civil espagnole. La carcasse est en acier sur le modèle P et en alliage sur le modèle PK. Le Star possède une sécurité de chargeur, la détente est déconnectée quand il n’y a pas de chargeur. La crosse volumineuse est réservée aux grosses mains. Le pistolet modèle 31, des différences par rapport à la série des modèles 30, un extracteur plus petit, la clé de culasse différente, le canon dont la bouche de sortie sera de forme incurvée, le 31P sera carcasse acier, le 31 PK carcasse aluminium. Il sera produit essentiellement dans trois calibres. Le 9 mm Parabellum, le 9X21, le 40 SW pour le marché américain. Dans la série des Modèles 30 ET 31, des pistolets acier inox seront fabriqués.

### Description Star 28 DA, Star 30 M
- Poids de l'arme avec son chargeur : 1,140 kg
- Longueur : 205 mm
- Hauteur : 135 mm
- Épaisseur : 33 mm
- Chargeur : 15 cartouches
- Longueur de canon : 110 mm
- Longueur de ligne de visée : 160 mm
- Résistance détente double action : 3,6 kg (détente anti-stress)
- Résistance détente simple action : 2,0 kg (souvent réglé 1 kg)

### Données balistiques (selon fabricant)
- Vitesse : 340/380 m/s
- Puissance bouche du canon : 45/55 kg
- Pénétration dans bois de pin à 50 mètres : 100 mm

Pression dans la chambre du canon par cm : 3 000 kg
- Groupement à 50 mètres : H = 12 cm L = 18 cm